# Éditions Briffaut
Pour les articles homonymes, voir Briffaut.
La société Éditions Briffaut, créée en 1908 à Paris par Robert et Georges Briffaut, est une ancienne maison d'édition française, connue pour avoir publié La Redoute des contrepèteries (1934), premier recueil entièrement consacré à la contrepèterie.

## Histoire
Les frères Briffaut sont les créateurs de la maison d'édition Bibliothèque des Curieux, spécialisée en curiosa (i.e. : ouvrages à caractère érotique dits « curieux », par euphémisme). Celle-ci a plusieurs collections dont « Les Maîtres de l'Amour » et « Le Coffret du Bibliophile ». Sont publiés dans cette collection des textes érotiques anciens classiques dans une version expurgée, avec des notes ou des introductions de Guillaume Apollinaire, de Jean Hervez ou Bagneux de Villeneuve (alias Raoul Vèze), de Jean Cabanel (alias Jean Texcier), de Fernand Fleuret et Louis Perceau (qui signent « Ludovigo Hernandez ») ; également des études sur l'érotisme à travers les âges et des chroniques libertines. Leur maison d'édition appelée « L'Édition » était située au 4, rue de Furstemberg, dans le 6e arrondissement parisien. 
Le 30 novembre 1912, Georges Briffaut passe en correctionnel pour outrage aux bonnes mœurs, défendu par Me Justal, avocat spécialisé dans les affaires liées à la presse ; il est acquitté le 9 décembre suivant. En 1913 leur publicité dans le Bottin du commerce indique « Librairie spéciale d'ouvrages sur le XVIIIe siècle ; livres rares et curieux ; éditions d'amateurs ; catalogue franco sur demande ». L'activité clandestine des frères Briffaut a eu son heure de gloire entre 1909 et 1914. En 1919, reparaît L'Enfer de la Bibliothèque Nationale, par Apollinaire, Fleuret et Perceau, édition considérée comme plus complète. Ces deux derniers publient en 1920, Les Procès de bestialité et Les Procès de sodomie. 

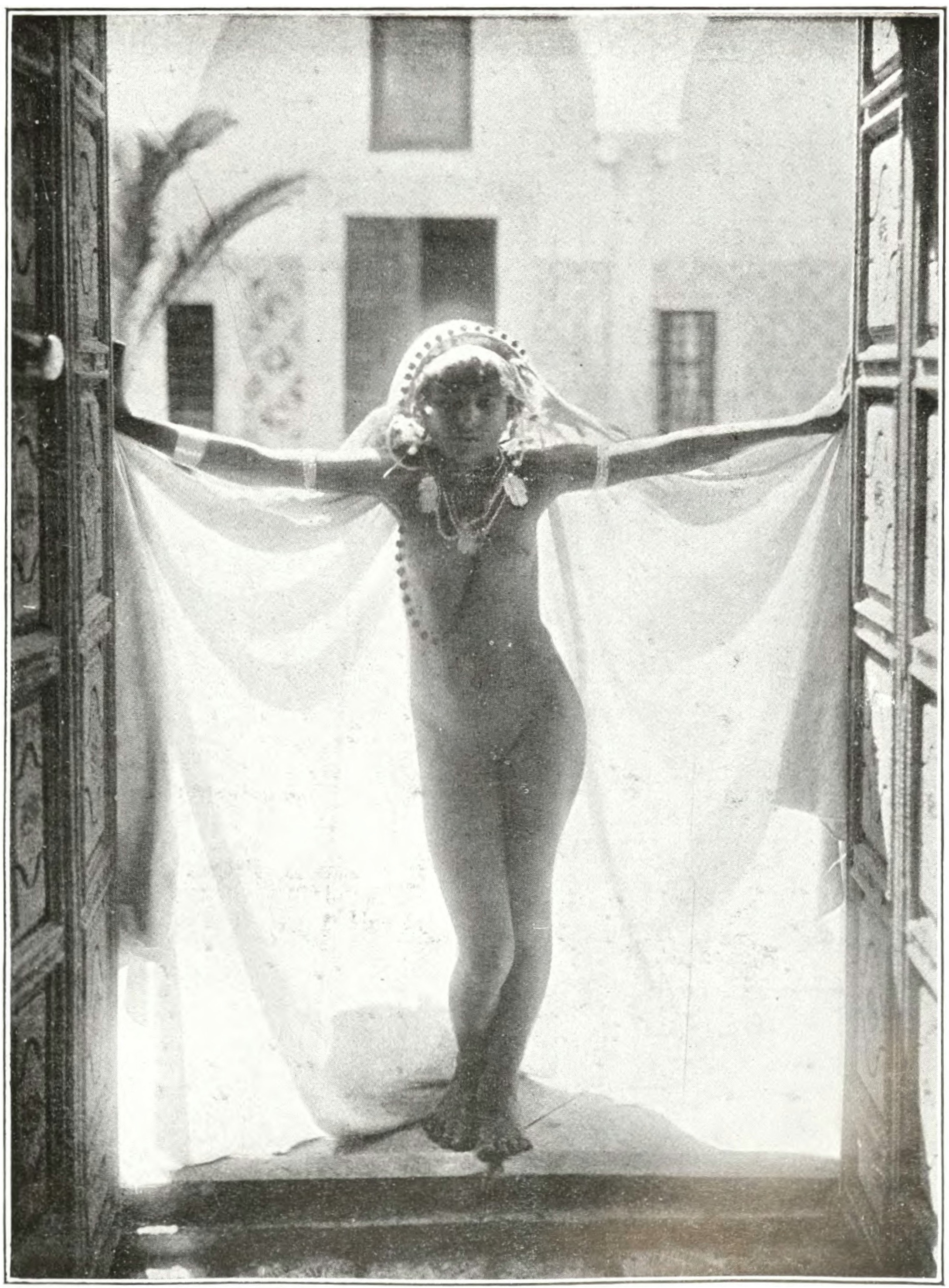
Image extraite de La Vénus indienne ou Aventures d’amour dans l’Hindoustan (1921) signé du capitaine Charles Devereux.

Leurs ouvrages sont parfois accompagnés d'illustrations, et quand elles sont signées, on trouve les noms de Martin Van Maele, Luc Lafnet, Paul-Émile Bécat, ou encore celui de Gerda Wegener.
Le 15 novembre 1924, une série de perquisitions menées par la Sureté générale, permet de découvrir dans divers entrepôts parisiens, plusieurs tonnes de matériels « à caractère pornographique » : photographies d'après nature, ouvrages, cartes postales, etc.. En conséquence, le 29 avril 1925, Robert Briffaut est condamné à deux ans de prison pour outrage aux bonnes mœurs via sa maison « L'Édition ».
Après le décès de Robert, en 1929, on trouve la mention Georges Briffaut, éditeur, à la même adresse, mais lorsque, dans les années 1950, Georges s'installe au 86, boulevard Raspail où il n'a plus qu'une activité restreinte, il substitue la marque « Le Livre du Bibliophile » à celle de « Bibliothèque des curieux ». L'imprimeur mentionné est Robert Coulouma.
Vers 1953, Claude Briffaut prend la succession de son père Georges à la tête des éditions Briffaut, jusqu'en 1958, le dernier titre connu est Les belles que voilà, avec des illustrations d'Édouard Chimot.